# Pleopeltis conzattii
Pleopeltis conzattii är en stensöteväxtart som först beskrevs av Charles Alfred Weatherby, och fick sitt nu gällande namn av R. M. Tryon och A. F. Tryon. Pleopeltis conzattii ingår i släktet Pleopeltis och familjen Polypodiaceae. Inga underarter finns listade.